# Velvet Buzzsaw
Pour plus de détails, voir Fiche technique et Distribution.
Velvet Buzzsaw, ou L’Art de tuer au Québec, est un film d'horreur américain écrit et réalisé par Dan Gilroy, sorti en 2019 sur Netflix.
Il est présenté au Festival du film de Sundance en 2019.

## Synopsis
À Miami Beach, Morf Vandewalt (Jake Gyllenhaal), un critique d'art, visite une exposition avec son amie Josephina (Zawe Ashton), qui travaille pour Rhodora Haze (Rene Russo), propriétaire d'une galerie d'art et ancienne membre d'un groupe de rock nommé Velvet Buzzsaw.
Morf est insatisfait de sa relation avec son petit ami Ed et commence une relation sexuelle avec Josephina. De retour à Los Angeles, Josephina trouve un homme mort nommé Vetril Dease dans le bâtiment où se trouve son appartement, et entre dans son appartement pour y découvrir une myriade de tableaux.
Josephina vole les tableaux et les montre à Morf et Rhodora, qui sont fascinés par Dease. Rhodora décide de présenter quelques-unes de ces œuvres dans sa galerie. Gretchen (Toni Collette), amie de Morf et archiviste, et Piers (John Malkovich), un ancien artiste, sont également attirés par le travail du défunt peintre. L'exposition des tableaux de Dease rencontre un succès immédiat.
Morf commence à faire des recherches sur Dease et découvre qu'il a eu une enfance troublée qui résultera par le meurtre de son père et des troubles mentaux qu'il transmet dans ses œuvres. Sous les ordres de Rhodora, pour mettre en sécurité les tableaux rares, Bryson (Billy Magnussen), un employé de la galerie, doit transporter la moitié des œuvres dans un lieu de stockage. Par curiosité, il ouvre une des boîtes et décide de garder une des œuvres pour lui. En route, il a un accident de voiture après s'être mis le feu en faisant tomber des cendres de sa cigarette sur lui. Il s'arrête à une station essence abandonnée pour se soigner quand il se fait attaquer par un tableau représentant des macaques réparant une voiture, et disparaît, ainsi que les œuvres.
Jon Dondon (Tom Sturridge), un propriétaire de galerie rival de Rhodora, tente de raconter l'histoire de Dease à la presse mais est assassiné par une main mystérieuse qui le pend avec son foulard. Coco (Natalia Dyer), l'ancienne assistante de Rhodora, à peine embauchée par Jon, découvre le corps de ce dernier le matin suivant. Après l'enterrement de Jon, Morf voit une main bouger dans un tableau de Dease et est complètement accablé.
La relation de Morf et Josephina bat de l'aile après que Gretchen a dit à Josephina que Morf s'intéressait toujours à Ed, et à Morf que Josephina le trompait avec le nouveau client de Rhodora, Damrish (Daveed Diggs). Morf découvre également que Dease utilisait son sang dans ses tableaux. Gretchen négocie pour pouvoir présenter quelques œuvres de Dease dans la galerie publique en échange d'une œuvre interactive, Sphere, créée par un des clients de Gretchen.
Après une réunion avec des propriétaires de galeries, Gretchen reste dans la galerie et met sa main dans une des ouvertures de Sphere, comme il est suggéré de le faire. Quand elle le fait, l'œuvre dysfonctionne et tranche son bras, ce qui lui fait perdre beaucoup de sang. Le matin suivant, les visiteurs prennent son cadavre pour une partie de l'œuvre et marchent sans attention devant, avant que Coco n'arrive et n'appelle la police en voyant le corps. Malgré la mort de Gretchen, l'intérêt et la demande pour les œuvres de Dease ne cessent d'augmenter. Morf et Josephina se séparent après l'infidélité de cette dernière.
La santé mentale de Morf se détériore avec ses hallucinations et ordonne à Rhodora d'arrêter de vendre les travaux de Dease après avoir découvert que l'artiste avait formellement demandé de les détruire après sa mort. Morf engage Coco comme assistante pour se débarrasser des œuvres, qui lui révèle que Rhodora payait Ed pour qu'il lui montre les critiques de Morf afin de savoir quelles œuvres acheter.
Après sa séparation avec Damrish, quand il lui annonce qu'il ne veut plus afficher ses œuvres dans les galeries, Josephina est mystérieusement transportée dans une galerie d'art, où les tableaux qui ressemblent à des graffitis fondent autour d'elle et recouvrent sa peau. En cherchant les œuvres de Dease dans le lieu de stockage, Morf est attaqué par Hoboman, une œuvre robotique que Morf avait critiquée, qui lui brise la nuque. Coco trouve le cadavre de Morf. On voit Josephina terrifiée qui n'est plus qu'une image au milieu d'un graffiti sur un mur.
Rhodora est nerveuse et enlève le tableau de Dease de son mur, mais après avoir échappé de peu à la mort, elle accepte que les nombreux décès sont liés à l'œuvre de Dease, et demande que toutes les représentations de son œuvre soient enlevées de sa maison. Cependant, le tatouage en forme de scie circulaire sur sa nuque s'anime et la taillade à mort. Coco prend un taxi pour se rendre à l'aéroport et voit un homme dans la rue en train de vendre certaines des œuvres de Dease. On voit ensuite Piers, qui a déménagé dans une maison près de la mer, en train de dessiner des courbes dans le sable, ensuite effacées par les vagues.

## Fiche technique
Sauf indication contraire, les informations mentionnées dans cette section peuvent être confirmées par la base de données cinématographiques IMDb,  présente dans la section « Liens externes ».
- Titres original  et français : Velvet Buzzsaw
- Titre québécois : L’art de tuer
- Réalisation et scénario : Dan Gilroy
- Direction artistique : Christa Munro et Alison Sadler
- Décors : Jim Bissell
- Costumes : Isis Mussenden
- Montage : John Gilroy
- Photographie : Robert Elswit
- Production : Jennifer Fox
  - Production exécutive : Betsy Danbury
- Société de production : Netflix
- Pays d'origine :  États-Unis
- Langue originale : anglais
- Format : couleur
- Genre : horreur
- Durée : 112 minutes
- Dates de sortie :
  - États-Unis : janvier 2019 (Festival du film de Sundance)
  - Monde : 1er février 2019 (Netflix)

## Distribution
- Jake Gyllenhaal (VF : Rémi Bichet) : Morf Vandewalt
- Rene Russo (VF : Véronique Augereau) : Rhodora Haze
- Zawe Ashton (VF : Vanessa Van-Geneugden) : Josephina
- Tom Sturridge (VF : Stanislas Forlani) : Jon Dondon
- Toni Collette (VF : Marjorie Frantz) : Gretchen
- Natalia Dyer (VF : Leslie Lipkins) : Coco
- Daveed Diggs (VF : Eilias Changuel) : Damrish
- John Malkovich (VF : Edgar Givry) : Piers
- Billy Magnussen (VF : Valentin Merlet) : Bryson
- Mig Macario (VF : Yoann Sover) : Cloudio
- Alan Mandell (en) : Dease
- Nitya Vidyasagar (en) (VF : Annie Milon) : Gita
- Sedale Threatt Jr. (en) : Ed
- Gregory Cruz : Ben
- Rob Brownstein : Jim
- Mark Steger : Hoboman
- Marco Rodríguez (en) (VF : Thierry Hancisse) : Ray Ruskinspear
- Pisay Pao (en) : une avocate
- Steven Williams (VF : José Luccioni) : le concierge
- Stefan Marks (VF : Sébastien Finck) : l'ophtalmologue
- Darren Richardson (VF : Fabien Jacquelin) : le propriétaire de la galerie britannique
- Peter Gadiot : Ricky Blaine (non crédité)
- Shantiel Alexis Vazquez : l'une des patronnes de la galerie d'art (non créditée)

 Source et légende : version française (VF) sur RS Doublage et selon le carton du doublage français.